# Daevas
Daevas (persiska دیو div) är i zoroastrisk mytologi onda gudar och demoner som försöker förgöra det goda som Ahura Mazda och hans representanter Amesha Spentas skapat.